# Союзная Республика Югославия
Сою́зная Респу́блика Югосла́вия (сокращённо СРЮ, также называемая неофициально Малая или Третья Югославия) была создана 27 апреля 1992 года после распада СФРЮ и включала в себя две республики: Сербию и Черногорию.
В 1999 году подверглась бомбардировкам силами НАТО в ходе военной операции «Союзная сила».
4 февраля 2003 года Союзная Республика Югославия была переименована в Государственный Союз Сербии и Черногории, была создана конфедерация, и обе республики, Сербия и Черногория, были уравнены в правах. Так, к примеру, Подгорица наравне с Белградом начала принимать на себя обязанности столицы: если Белград был коммерческой столицей, то Подгорица — судебной.
В мае 2006 года по результатам референдума Черногория была преобразована в независимое государство, после чего Союзная Республика Югославия прекратила своё существование.

## История
В 1990-х годах начался распад Югославии. К 1992 году под контролем Президиума СФРЮ находились только Сербия и Черногория. В Хорватии и Боснии начались войны между правительствами этих стран и государствами местных сербов: Сербской Краиной в Хорватии и Республикой Сербской в Боснии и Герцеговине. Из-за этого, в 1992 году СФРЮ была преобразована в СРЮ. Югославия превратилась в «государство-обрубок» с преобладающим сербским населением. Югославское правительство полностью отказалось от коммунистического наследия: с национального флага была убрана красная звезда, а коммунистический герб был заменён новым гербом, представляющим Сербию и Черногорию. В новом государстве также была учреждена должность президента, которую занимал один человек. До 1997 года он назначался с согласия республик, после чего президент избирался демократическим путём. Президент Югославии действовал совместно с президентами Сербии и Черногории. Изначально на всех трёх постах доминировали союзники Слободана Милошевича и его Социалистической партии Сербии. Первым в должность президента вступил Добрица Чосич. Чосич, однако не сумев справиться с кризисом, ушёл в отставку в 1993 году и его сменил Зоран Лилич.
Стремление СРЮ стать единственной правопреемницей СФРЮ не было признано ООН после принятия Резолюции 777 Совета Безопасности ООН, в которой утверждалось, что СФРЮ прекратила своё существование, в СРЮ стала новым государством. Однако правительство Слободана Милошевича выступало против любых подобных заявлений, и поэтому СРЮ не разрешили вступить в ООН.
Правительство Югославии поддерживало хорватских и боснийских сербов в войнах с 1992 по 1995 год. Из-за этого страна находилась под экономическими и политическими санкциями. Война и санкции привели к экономической катастрофе, из-за которой тысячи молодых граждан были вынуждены эмигрировать из страны.
Оказывая поддержу сербским сепаратистам, СРЮ стремилась избежать возможных обвинений международного сообщества в агрессии против бывших союзных республик. Для этого правительство Югославии передавала контроль над подразделениями ныне несуществующей ЮНА сепаратистским движениям. СРЮ перестала играть важную военную роль в югославских войнах, напрямую участвуя лишь в пограничных конфликтах, таких как осада Дубровника.
В 1995 году, после проведения операции «Буря», военного наступления хорватской армии и вмешательства НАТО в Боснийскую войну, положение сербских сепаратистов значительно ухудшилось. Слободан Милошевич согласился на переговоры, проводя их от имени всех сербских сепаратистких движений и СРЮ. В результате Дейтонских соглашений, положивших конец гражданской войне в Боснии, Республика Сербская была признана и включена в состав Боснии и Герцоговины. Это привело к снятию некоторых санкций с СРЮ. Однако Слободану Милошевичу не удалось воплотить в жизнь свою мечту о принятии СРЮ в ООН в качестве государства-преемника СФРЮ, поскольку этому препятствовала «внешняя стена» международных санкций.
Экономика Югославии постепенно приходила в упадок из-за санкций международного сообщества. С 1992 по 1994 год югославский динар подвергся серьёзной гиперинфляции, в результате чего инфляция достигла 313 миллионов процентов. Многие регионы страны, включая всю Черногорию, перешли на немецкую марку и евро. Экономический коллапс станет одним из ключевых факторов слабой помощи сербским сепаратистам и распаду страны с выходом Черногории из союза.
Тем временем в автономном крае Косово и Метохия начало расти сепаратистское движение среди албанского населения. Слободан Милошевич попытался подавить повстанческие выступления, приказав подразделениям Югославской армии войти в Косово. Столкновения между правительственными и сепаратистскими силами впоследствии переросли в боевые действия с масштабными потерями среди гражданского населения. Международное сообщество стремилось прекратить конфликт, сделав мирные предложения, которые были расценены правительством Югославии как ультиматум со стороны НАТО и отвергнуты. В ответ НАТО использовала отказ СРЮ от мирных соглашений как повод начать серию бомбардировок страны.
Экономический крах и серия поражений привели к массовой непопулярности диктатуры Слободана Милошевича и его соратников. В сентябре 2000 года по всей стране пройдет волна протестов, которая приведёт к отстранению Милошевича от власти. Новое правительство проведёт переговоры с Организацией Объединенных Наций, по итогу которых страна вступит в ООН.
4 февраля 2003 года будет принята новая Конституция, уравнявшая в правах Черногорию и Сербию. СРЮ будет преобразована в Государственный Союз Сербии и Черногории, из названия страны будет убрано слово «Югославия». Конституционная хартия включала положение, позволяющее любой республике провести референдум о независимости по истечении трёхлетнего срока. В результате в Черногории в 2006 году пройдет такой референдум, в котором местное население проголосует за независимость. С выходом Черногории из страны парламент Сербии объявит Сербию правопреемницей Государственного союза, фактически распустив союз и поставив точку в распаде Югославии.

## Государственное устройство
Союзная Республика Югославия — страна со смешанной (полупрезидентской) формой правления. Президент как глава государства представляет Республику внутри страны и за рубежом, назначает выборы в Союзную скупщину, предлагает Союзной скупщине кандидата в председатели Союзного Правительства после консультаций с представителями депутатских групп, предлагает кандидатов в судьи Конституционного суда, Союзного суда, Союзного прокурора, управляющего Народным банком Югославии после консультаций с президентами союзных республик, выдает грамоты о ратификации международных договоров, осуществляет право помилования, назначает и отзывает послов Союзной Республики Югославия по предложению Союзного Правительства, награждает государственными наградами и присваивает звания.
Президент избирается тайным голосованием депутатов Союзной скупщины на четыре года. При этом срок президентских полномочий совпадает со сроком полномочий депутатов Союзной скупщины. Кроме того, предусматривается лишь однократное переизбрание одного и того же лица на пост Президента. Конституционные поправки от 6 июля 2000 г. и Закон об избрании и прекращении мандата Президента от 01.01.01 г.*(2) изменили порядок избрания Президента. Президент стал избираться путем всеобщих, прямых, равных выборов в два тура. Для избрания в первом туре необходимо получить абсолютное большинство поданных и признанных действительными голосов от общего числа принявших участие в выборах избирателей. Если ни один из кандидатов не получил абсолютного большинства голосов, то через 14 дней проводится второй тур, к которому допускаются два кандидата, получившие наибольшее число голосов в первом туре голосования. Для избрания во втором туре требуется относительное большинство голосов принявших участие в голосовании. Вопрос о лишении неприкосновенности Президента отнесен к компетенции Союзной скупщины, которая принимает решение о его освобождении от занимаемой должности. При этом к Президенту устанавливается еще ряд требований. Так, по Конституции Президент и председатель Союзного Правительства, как правило, не могут быть из одной союзной республики, и Президент также не может осуществлять иную публичную функцию или профессиональную деятельность.
Законодательный орган — Федеральное Собрание (Савезна скупштина), состояло из Совета Республик (Веће република) и Совета граждан (Веће грађана), избираемого народом сроком на 4 года, глава государства — Президент (Председник), избираемый Федеральным Собранием сроком на 4 года, исполнительный орган — Федеральное Правительство (Савезна влада), назначаемое Федеральным Собранием, высшая судебная инстанция — Федеральный суд (Савезни суд), орган конституционного надзора — Федеральный Конституционный суд (Савезни уставни суд). Состояла из республик, республики — из общин. Законодательными органами республик являлись народные собрания (Народна скупштина), избираемые сроком на 4 года, главой республики — президент (Председник Републике), избираемый народом сроком на 5 лет, исполнительным органом — правительство (Влада), назначаемое народным собранием.